# Eero Kuussaari
Eero Vilho Kuussaari (till 1927 Heickell), född 15 juni 1891 i Uleåborg, död 29 april 1978 i Helsingfors – finländsk militär och krigshistoriker, jägaröverste (1944).
Kuussaari anslöt sig 1916 till jägarbataljonen i Lockstedt och deltog under kriget 1918 bland annat i striderna vid Tammerfors. Åren 1919–1920 engagerade han sig i de så kallade frändefolkskrigen och tjänstgjorde därefter vid generalstaben, men avskedades 1930 för sin andel i bortrövandet av före detta president Kaarlo Juho Ståhlberg. Kuussaari tilläts dock efter avtjänat straff 1932 återinträda i tjänst och arbetade fram till vinterkriget vid generalstabens krigshistoriska byrå.
I vinterkriget var Kuussaari chef för IV armékårens operativa avdelning i Ladogakarelen. Under fortsättningskrigets inledningsskede förde han befälet över den av frändefolkskämpar bestående Brigad Kuussaari, som erövrade Rukajärvi efter en marsch genom ödemarken. Efter förbandets upplösning hösten 1941 verkade Kuussaari vid militärförvaltningen över Östkarelen och var 1942–1951 forskare vid krigshistoriska byrån. Han skrev flera grundläggande arbeten om Finland i fortsättningskriget och redigerade 1957–1972 tidskriften Kansa taisteli, som publicerade enskilda krigsdeltagares berättelser och minnen.